# Szczecinki policzkowe
Szczecinki policzkowe – rodzaj szczecinek występujący na głowie muchówek.
Występują w liczbie jednej bądź kilku. Osadzone są w tylnej części policzków i skierowane w dół.